# Gesellschaft für Pflanzenzüchtung
Die Gesellschaft für Pflanzenzüchtung e.V. (GPZ) ist eine wissenschaftliche Fachgesellschaft für die züchterische Verbesserung von Nutzpflanzen und die Erforschung der genetischen Grundlagen der Pflanzenzüchtung.

## Gründung und Aufgaben
Die GPZ wurde 1991 in Göttingen durch den Zusammenschluss der Arbeitsgemeinschaft Pflanzenzüchtung der Gesellschaft für Pflanzenbauwissenschaften der Bundesrepublik Deutschland und der Fachgesellschaft in der ehemaligen DDR gegründet. Im Jahre 2019 zählte die GPZ mehr als 800 ordentliche Mitglieder sowie eine Reihe fördernder Mitglieder.
Die GPZ veranstaltet alle zwei Jahre an wechselnden Orten einen wissenschaftlichen Fachkongress zu einem aktuellen pflanzenzüchterischen Thema in Verbindung mit einer Mitgliederversammlung. In den dazwischen liegenden Jahren finden die „Quedlinburger Pflanzenzüchtungstage“ statt, bei denen Nachwuchswissenschaftler eingerahmt von weiteren wissenschaftlichen Vorträgen die Ergebnisse ihrer Dissertationen vorstellen.
Im Rahmen dieser Veranstaltung verleiht die GPZ den Kurt von Rümker-Preis für den besten Vortrag eines Nachwuchswissenschaftlers auf dem Gebiet der Pflanzenzüchtung.

## Arbeitsgemeinschaften
Innerhalb der GPZ bestehen 20 Arbeitsgemeinschaften, die in regelmäßigen Abständen Tagungen bzw. Workshops durchführen. Diese widmen sich methodischen und pflanzenspezifischen Fragestellungen aus unterschiedlichen Bereichen von der Biometrie bis zur Genomanalyse und von der Resistenzzüchtung bis zur Geschichte der Pflanzenzüchtung.

## Verbundene Vereinigungen (Auswahl)
- Bundesverband Deutscher Pflanzenzüchter e.V. (BDP)
- Dachverband wissenschaftlicher Gesellschaften der Agrar-, Forst-, Ernährungs-, Veterinär- und Umweltforschung e.V. (DAF)
- Europäische Gesellschaft für Züchtungsforschung (EUCARPIA)
- Gesellschaft für Genetik
- Verband Biologie, Biowissenschaften und Biomedizin in Deutschland (VBIO)
- Vereinigung für Angewandte Botanik e.V. (VAB)